# Idea národa

Symbol „Idea národa“

Idea národa (symbol ꑭ, též ꏢ) je symbol používán ukrajinskými nacionalistickými organizacemi. Nejčastěji jej používají členové Sociálního národního shromáždění, civilního sboru Azov a pluku Azov.

## Historie
Sociálně-národní strana Ukrajiny, založená 13. října 1991 ve Lvově, pověřila člena svého vedení Nestora Proňuka, který měl jako jediný z jejích vůdců výtvarné vzdělání, aby nakreslil „něco osobitého“ jako symbol nové politické síly. Proňuk se rozhodl vytvořit monogram, který by zapadal do obrysů trojzubce a zároveň měl co nejjednodušší design. Umělec se rozhodl do symbolu zakódovat národní myšlenku, respektive ideu národa.

## Popis a význam
Symbol zvaný Idea národa je monogram, kombinace dvou staroukrajinských písmen I a N. Monogram je vytvořen proložením uvedených písmen, přičemž písmeno I je svisle a uprostřed protíná příčný prvek písmene N.
V knize Historie zakázaného symbolu „Idea národa“ (anglicky History of the forbidden symbol "Idea of the Nation") autor Oleksij Rejns, který je ukrajinským žurnalistou, stanovil, že písmeno N v písmu běžně nazývaném latinka se používalo ve staroukrajinském jazyce, a uvedl mimo jiné nejvýraznější příklady jeho použití.

### Příklady použití
- autograf francouzské královny Anny Kyjevské[5]
- ústavu Pylyp Orlyk[6]
- návrh malé státní pečeti z roku 1918, který vytvořil Heorhij Narbut[7]
- státní pečetě – Ukrajinského státu (1918) a Ukrajinské lidové republiky (1939)

### Galerie

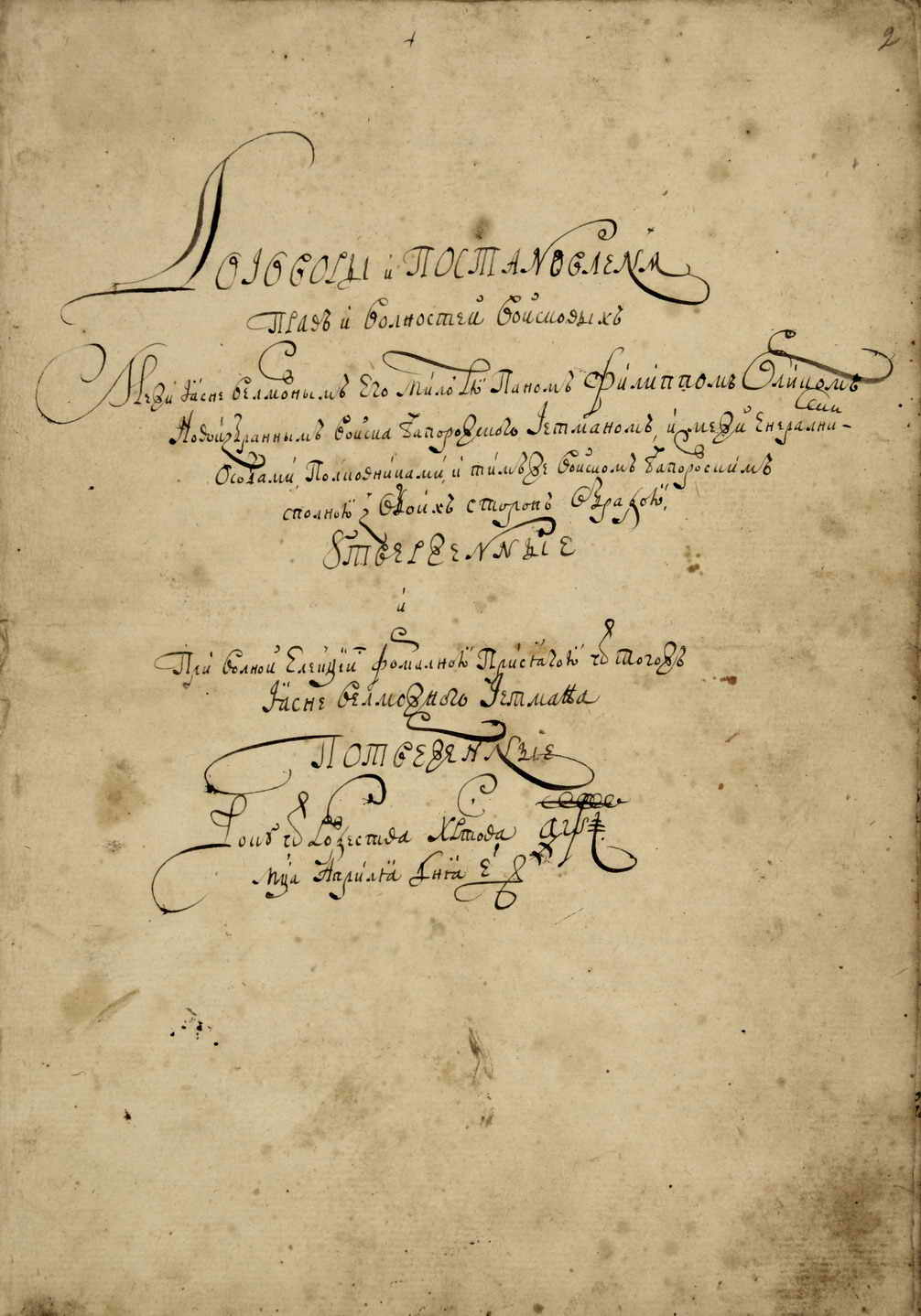
původní titulní strana ústavy Pylyp Orlyk (1710)
státní pečeť Ukrajinského státu (1918)
státní pečeť Ukrajinské lidové republiky (1939)